# Papa Schlaumeyer
Papa Schlaumeyer ist eine deutsche Filmkomödie von 1915 von Franz Hofer.

## Handlung
Tochter Schlaumeyer möchte heiraten, doch der gestrenge Papa Schlaumeyer ist strikt dagegen. Die Tochter Schlaumeyer beauftragt ihren Verlobten, einen Fotograf, einige Bilder von ihrem Papa mit der hübschen Erzieherin der Tochter zu machen. Als Papa Schlaumeyer diese sieht, stimmt er dem Wunsch der Tochter zu. Es kommt zur Doppelhochzeit der Tochter mit dem Fotografen und dem Papa mit der Erzieherin.

## Hintergrund
Produktionsfirma war die Messter Film GmbH Berlin (Nr. 9367). Der viragierte Film hatte eine Länge von drei Akten auf 850 Metern, ca. 47 Minuten.
Uraufführung war im September 1915 vermutlich im Mozartsaal Berlin. Die Polizei Berlin erließ ein Jugendverbot (Nr. 15.32).

## Kritik
„… ein reizendes Lustspiel der Meister-Regie Franz Hofers. (…) Diese Handlung ist in der liebenswürdigsten Weise durchgeführt und entbehrt nicht einer Reihe höchst humorvoller Szenen, von denen in erster Linie eines Szene im photographischen Atelier des Photographs Lustig genannt werden muß…“

## Verfügbarkeit
Der Film existiert und befindet sich im Filmarchiv des Bundesarchivs.